# Costa-Rica-Laubfrosch
Der Costa-Rica-Laubfrosch (Smilisca phaeota), der oft auch Masken-Laubfrosch genannt wird, gehört innerhalb der Familie der Laubfrösche i. w. S. (Hylidae) zur Gattung Smilisca, die aus sechs Arten besteht.

## Beschreibung
Der Masken-Laubfrosch erreicht, je nach Geschlecht, eine Kopf-Rumpf-Länge von bis zu 6,5 Zentimetern bei den Männchen und bis zu 8 Zentimetern bei den Weibchen. Die Körperoberseite ist tagsüber überwiegend rötlich-braun gefärbt, kann aber in der Nacht, wenn die Frösche aktiv sind, ins Grünliche wechseln. Die Unterseite ist weiß bis cremefarben. Von der Schnauzenspitze bis hinter die Augen erstreckt sich ein dunkelbrauner Streifen bzw. eine dunkelbraune Musterung, der für diese Art charakteristisch ist. 

## Verbreitung
Masken-Laubfrösche sind in Mittelamerika vom östlichen Honduras über Nicaragua, Costa Rica und Panama bis nach Südamerika verbreitet, wo sie im nordwestlichen Kolumbien und in Ecuador zu finden sind. Hier bewohnen sie in tropischen Regenwäldern die Ränder von Gewässern, die eine unterschiedliche Größe aufweisen können. Sie sind in Höhenlagen von bis zu 1600 Metern anzutreffen. Als Kulturfolger findet man sie auch in der Nähe von Siedlungen, Parks und Gärten.

## Nahrung
Der Masken-Laubfrosch frisst hauptsächlich Insekten, die er von der Größe her überwältigen kann.

## Fortpflanzung
Eine bestimmte Jahreszeit ist für die Ablage des Laichs nicht festzustellen. Die Weibchen legen den Laich, der aus rund 300 Eiern besteht, in der Regel nach heftigen Regenfällen in passende Gewässer. Das können kleine Tümpel, aber auch größere Pfützen sein. Der abgelegte Laich schwimmt in Klumpen an der Wasseroberfläche oder sinkt zu Boden. Nach nur drei Tagen verlassen die Larven (Kaulquappen) die Eier. Sie erreichen zusammen mit ihrem Schwanz eine Körperlänge von bis zu 30 Millimetern. Nach weiteren 27 Tagen haben sich die Jungfrösche vollständig entwickelt und gehen an Land. Zu dieser Zeit haben sie eine Länge von 1,5 bis 2 cm. Die Jungfrösche haben eine einheitliche braune Färbung, die sich erst zu der adulten Färbung wandelt, wenn eine Länge von etwa 4 cm erreicht ist. Der Masken-Laubfrosch hat eine Lebenserwartung von etwa drei bis vier Jahren.

## Gefährdung
Die Art besitzt ein relativ großes Verbreitungsgebiet und ist in diesem häufig. Sie gilt daher als nicht gefährdet („least concern“).

## Systematik und Taxonomie
Die Art wurde im Jahr 1862 von dem amerikanischen Zoologen Edward Drinker Cope als Hyla phaeota erstmals beschrieben. Die Gattung Smilisca wurde zwar 1865 ebenfalls von Edward Drinker Cope beschrieben, Smilisca phaeota wurde aber erst 1952 in diese Gattung gestellt.